# Heilig Kruisaltaar

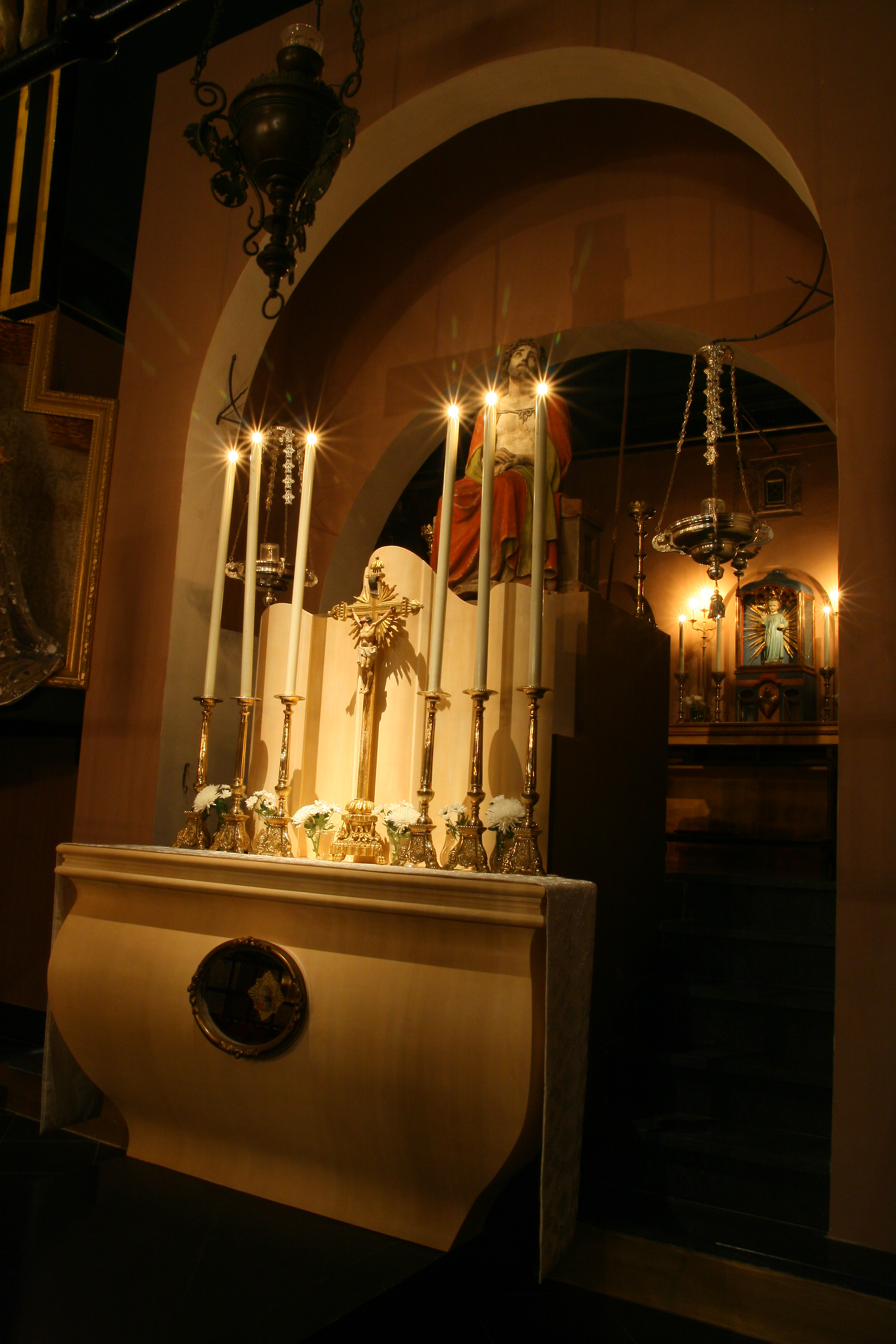
Zicht op zowel het Heilig Kruisaltaar als het hoogaltaar van de Kluiskerk te Warfhuizen.

 Het heilig Kruisaltaar is in sommige Rooms-katholieke kerken een altaar op de grens van het schip en het priesterkoor. Vanouds hangt of staat op die plaats het triomfkruis, een groot kruis, vrijstaand of bevestigd aan een doksaal of aan het gewelf. Omdat het hoogaltaar dikwijls aan het oog van de gewone gelovigen onttrokken was, werd in de late Middeleeuwen onder dit kruis vaak een tweede altaar geplaatst. Later gebeurde dit (uit gewoonte) ook wanneer het hoogaltaar wel zichtbaar was. Het is gebruikelijk in of op dit altaar kruisrelieken te bewaren.